# Вульф (Галапагоські острови)
Вульф (ісп. Wolf) або Венман (англ. Wenman) — невеликий острів в складі Галапагоського архіпелагу, названий на честь німецького геолога Теодора Вульфа. Площа острова становить всього 1,3 км², максимальна висота — 253 м над рівнем моря. Разом з островом Дарвін, острів Вульф знаходиться приблизно за 100 км на північний захід від головної групи островів архіпелагу та вимагає 12-15 годин, щоб досягти острова на човні від найближчих поселень. На острові немає сухопутних ділянок для туристів, тому нечисленні відвідувачі острова включають лише членів наукових груп та дайверів.
Острів Вульф невеликий і скелястий, найбільш відомий своїми пташиними колоніями та морською фауною прибережних вод. Зокрема, острів вважається одним з найкращих місць для дайвінгу. Тут можна часто зустріти бронзових риб-молотів (Sphyrna lewini), зазвичай зграями близько 100 особин. Також ці води відвідують китові акули (Rhincodon typus), галапагоські акули (Carcharhinus galapagensis), пляшконосі дельфіни, плямисті тигрові акули (Aetobatus narinari). На пляжах острова часті галапагоські морські котики (Arctocephalus galapagoensis) і морські ігуани. З птахів тут водяться фрегати, маскові і червононогі олуші і галапагоські мартини (Creagrus furcatus). Найвідомішим мешканцем острова є гостродзьобий земляний в'юрок (Geospiza difficilis septentrionalis), що живе тільки на цьому острові та харчується кров'ю олуш.